# Manuel María

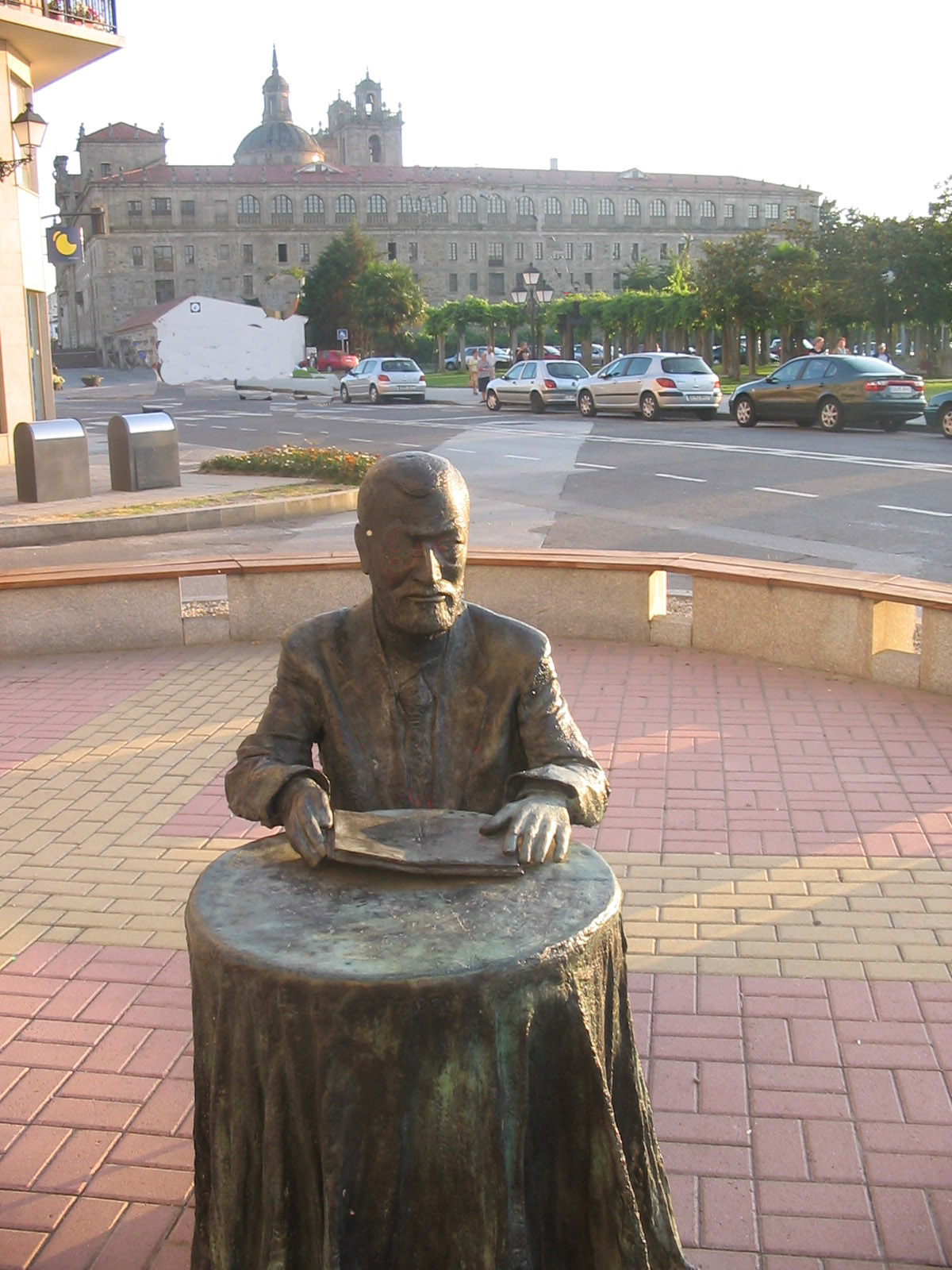
Estatua dedicada a Manuel María, en Monforte de Lemos, con el Colegio de Nuestra Señora de La Antigua al fondo

Manuel María Fernández Teixeiro, más conocido como Manuel María (Otero de Rey, Lugo, 6 de octubre de 1929 - La Coruña, 8 de septiembre de 2004), fue un poeta español en lengua gallega, destacado por su carácter combativo y su compromiso político. Entre los temas de sus poemas destacan el amor, el arte, el compromiso político, la denuncia de defectos, la etnografía, la física, la historia, la inmaterialidad, la mitología, el mundo animal, la palabra poética, el paso del tiempo, la religión, la sociedad, la lengua, los trabajos agrarios, el urbanismo o la geografía.

## Biografía
Manuel María fue el hijo de dos labradores acomodados, Antonio Fernández Nuñez y Pastora Teixeiro Casanova. En 1942 se trasladó a Lugo para estudiar el bachillerato, y en esta ciudad comenzó su precoz carrera literaria participando, a la edad de veinte años, en el ciclo de conferencias "Jóvenes valores lucenses", con el que entró en contacto con los integrantes de la tertulia del café Méndez Núñez (Luis Pimentel, Ánxel Fole, Juan Rof Codina...), que le pusieron en contacto con el galleguismo.
En 1950 publicó su primer poemario, Muiñeiro de brétemas, con el que se inauguró la denominada "Escola da Tebra" ("Escuela de la Tiniebla"). En 1958 se instaló en Monforte de Lemos (Lugo), ciudad en la que permaneció durante la mayor parte de su vida, como procurador de los tribunales y a la que dedicó un poemario (Cancioneiro de Monforte de Lemos); al año siguiente se casa con Saleta Goi. En los agitados años sesenta y cincuenta, Manuel María participó en la reorganización política, en la clandestinidad, de los partidos nacionalistas gallegos, al tiempo que colaboraba con numerosas organizaciones dedicadas a la recuperación de la cultura gallega impartiendo conferencias y recitando poemas.
Presentó también la Nova Canción Galega. Siendo la poesía su género preferido, incursionó también en el ensayo, la narrativa y el teatro. Pasó de una postura existencialista pesimista hacia el compromiso social y político.
En 1979 fue elegido concejal de Monforte por el Bloque Nacional Popular Galego, pero en 1985 abandonó su cargo público y, sin dejar nunca la militancia política, se dedicó por completo a la actividad literaria y cultural, asentándose en La Coruña. Una de las últimas campañas con las que colaboró fue con la de Burla Negra y la Plataforma Nunca Máis a raíz del desastre del Prestige.

## Obra

### Obras poéticas
- 1950, Muiñeiro de brétemas
- 1952, Morrendo a cada intre
- 1954, Terra Cha
- 1954, Advento
- 1957, Auto do taberneiro. 4 ventos
- 1958, Documentos personaes
- 1960, Sermón para decir en cualquier tiempo (en castellano)
- 1961, Auto do labrego. Céltiga, 4
- 1962, Libro de pregos
- 1962, Contos en cuarto crecente e outras prosas
- 1963, Mar Maior
- 1964, "A poesía galega de Celso Emilio Ferreiro", Grial, 6
- 1965, "As augas van caudales" Grial, 9
- 1966, "Os alugados" Grial 14
- 1967, "Raimon, poeta de noso tempo", Grial, 18
- 1968, Proba documental
- 1968, Os soños na gaiola
- 1968, Barriga Verde
- 1968, Noticia da vida e da poesía de Xosé Crecente Vega
- 1969, Versos pra un país de minifundios
- 1969, Versos pra cantar en feiras e romaxes
- 1970, Remol
- 1970, Canciós do lusco ao fusco
- 1971, A Rosalía
- 1971, 99 poemas de Manuel María
- 1971, O Xornaleiro a sete testimuñas máis
- 1972, Odas nun tempo de paz e de ledicia
- 1973, Aldraxe contra a xistra
- 1973, Informe pra axudar a alcender unha cerilla
- 1973, Laio e clamor pola Bretaña'
- 1973, Cantos rodados para alleados e colonizados
- 1976, Poemas para construír unha patria
- 1977, O libro das badaladas
- 1977, Poemas ó outono
- 1979, Catavento de neutrós domesticados
- 1979, As rúas do vento ceibe
- 1982, Escolma de poetas de Outeiro de Rei
- 1982, Versos do lume e do vagalume
- 1985, O camiño é unha nostalxia
- 1984, Cantigueiro do Orcellón
- 1984, A luz resuscitada
- 1986, Oráculos para cavalinhos-do-demo
- 1986, Ritual para unha tribu capital do concello
- 1988, As lúcidas lúas do outono
- 1988, Sonetos ao Val de Quiroga
- 1989, Saturno
- 1990, Cancioneiro de Monforte de Lemos
- 1991, Compendio de orballos e incertezas
- 1991, Hinos pra celebrar ao século futuro
- 1992, Panxoliñas
- 1993, Os lonxes do solpor
- 1993, Antoloxía poética
- 1993, A primavera de Venus
- 1993, Poemas a Compostela
- 1994, Cantigas e cantos de Pantón
- 1994, Poemas para dicirlle a dúas lagoas
- 1996, O Miño, canle de luz e néboa
- 1997, Sonetos á casa de Hortas
- 2000, Brétemas de muiñeiro
- 2000, Camiños de luz e sombra
- 2001, A Fala.